# Max Preglau
Max Preglau (* 28. März 1951 in Wien) ist ein österreichischer Soziologe.
Nach der Matura 1969 studierte Preglau Sozial- und Wirtschaftswissenschaften an der Wirtschaftsuniversität Wien. 1974 folgte die Sponsion. 1975/76 durchlief er eine postgraduale Ausbildung der Soziologie. 1976/77 war er wissenschaftlicher Angestellter am Institut für Höhere Studien und wissenschaftliche Forschung (IHS) in Wien. 1977 wurde er in Soziologie an der Wirtschaftsuniversität Wien zum Dr. rer. soc. oec. promoviert. Danach folgte die Assistenz am Institut für Soziologie an der Sozial- und Wirtschaftswissenschaftlichen Fakultät der Universität Innsbruck. 1985 habilitierte er sich in Soziologie und erhielt die Lehrbefähigung, 1991 wurde er dort Professor für Soziologie. Von 1991 bis 2001 und von 2003 bis 2006 stand er dem Innsbrucker Institut für Soziologie vor.
Von 1991 bis 2005 war er Gastprofessor an der Universität Trient und der International School of Tourism im Südtiroler Bruneck. Weitere Gastvorträge hielt er in den Vereinigten Staaten und der Türkei. 2006/07 war er Joseph Schumpeter Fellow am Weatherhead Center for International Affairs der Harvard University in Cambridge, Massachusetts, 2011 Distinguished Austrian Visiting Chair Professor am The Europe Center des Freeman Spogli Institute for International Studies an der Stanford University in Stanford, Kalifornien und 2015 Fulbright-Botstiber Visiting Professor for Austria and American Studies am Department of Government der University of Texas at Austin in Austin, Texas.
Seine Forschungsschwerpunkte sind u. a. Theorie und Methodologie der Soziologie, Soziale Ordnung und Entwicklung postmoderner Gesellschaften mit Schwerpunkt Arbeit, Familie und Soziales. Preglau ist Mitglied der Österreichischen Gesellschaft für Soziologie, der Österreichischen Gesellschaft für Geschlechterforschung und der European Sociological Association. Außerdem ist er Komiteemitglied von Förderprogrammen der Österreichischen Akademie der Wissenschaften.

## Schriften (Auswahl)
- Wachstumskrise und Gesellschaftstheorie. Krisenanalyse am Beispiel der Frankfurter Schule. Campus, Frankfurt am Main u. a. 1987, ISBN 3-593-33789-4.
- mit Tamás Meleghy, Heinz J. Niedenzu, Helmut Staubmann (Hrsg.): Normen und soziologische Erklärung. Tyrolia, Innsbruck u. a. 1987, ISBN 3-7022-1647-2.
- mit Rudolf Richter (Hrsg.): Postmodernes Österreich?. Konturen des Wandels in Wirtschaft, Gesellschaft, Politik und Kultur (= Schriftenreihe des Zentrums für Angewandte Politikforschung. Bd. 15). Signum, Wien 1998, ISBN 3-85436-261-7.
- mit Erna Appelt, Maria Heidegger, Maria Wolf: (Hrsg.): Who cares?. Betreuung und Pflege in Österreich. eine geschlechterkritische Perspektive (= Demokratie im 21. Jahrhundert. Bd. 7). Studienverlag, Innsbruck-Wien-Bozen 2010, ISBN 978-3-7065-4804-5.
- mit Erna Appelt, Eva Fleischer (Hrsg.): Elder Care. Intersektionelle Analysen der informellen Betreuung und Pflege alter Menschen in Österreich (= Demokratie und Gesellschaft im 21. Jahrhundert. Bd. 9). Studienverlag, Innsbruck-Wien-Bozen 2014, ISBN 978-3-7065-5348-3.
- u. a.: Soziologische Theorie. Abriss der Ansätze ihrer Hauptvertreter. 9., aktualisierte und erweiterte Auflage, De Gruyter Oldenbourg, Berlin u. a. 2015, ISBN 978-3-486-71865-2.